# HD 220105
HD 220105 är en dubbelstjärna belägen i den norra delen av stjärnbilden Andromeda och ingår i Sirius superhop. Den har en skenbar magnitud av ca 6,24 och är mycket svagt synlig för blotta ögat där ljusföroreningar ej förekommer. Baserat på parallax enligt Gaia Data Release 2 på ca 13,6 mas, beräknas den befinna sig på ett avstånd på ca 239 ljusår (ca 73 parsek) från solen. Den rör sig närmare solen med en heliocentrisk radialhastighet på ca -2 km/s.

## Egenskaper
Primärstjärnan HD 220105 är en vit till blå stjärna i huvudserien av spektralklass A5 Vn där ’n’ anger ”diffusa” absorptionslinjer i spektrumet på grund av stjärnans snabba rotation. Den har en massa som är ca 1,9 solmassor, en radie som är ca 2 solradier och har ca 18 gånger solens utstrålning av energi från dess fotosfär vid en genomsnittlig effektiv temperatur av ca 8 400 K.
HD 220105 har en följeslagare med magnitud 10,13 som ligger med en vinkelseparation av 13,60 bågsekunder vid en positionsvinkel på 178°, år 2015, och den är listad som en snäv dubbelstjärna av Zorec och Royer (2012). Dess koordinater anger en källa för röntgenstrålning med en luminositet av 1,212×1022 W, som troligen kommer från den svaga följeslagaren.